# Theloderma baibengense
Theloderma baibengense é uma espécie de anfíbio gimnofiono da família Rhacophoridae. Está presente na China. A UICN classificou-a como pouco preocupante.